# Paracotalpa puncticollis
Paracotalpa puncticollis är en skalbaggsart som beskrevs av Leconte 1863. Paracotalpa puncticollis ingår i släktet Paracotalpa och familjen Rutelidae. Inga underarter finns listade i Catalogue of Life.

## Bildgalleri

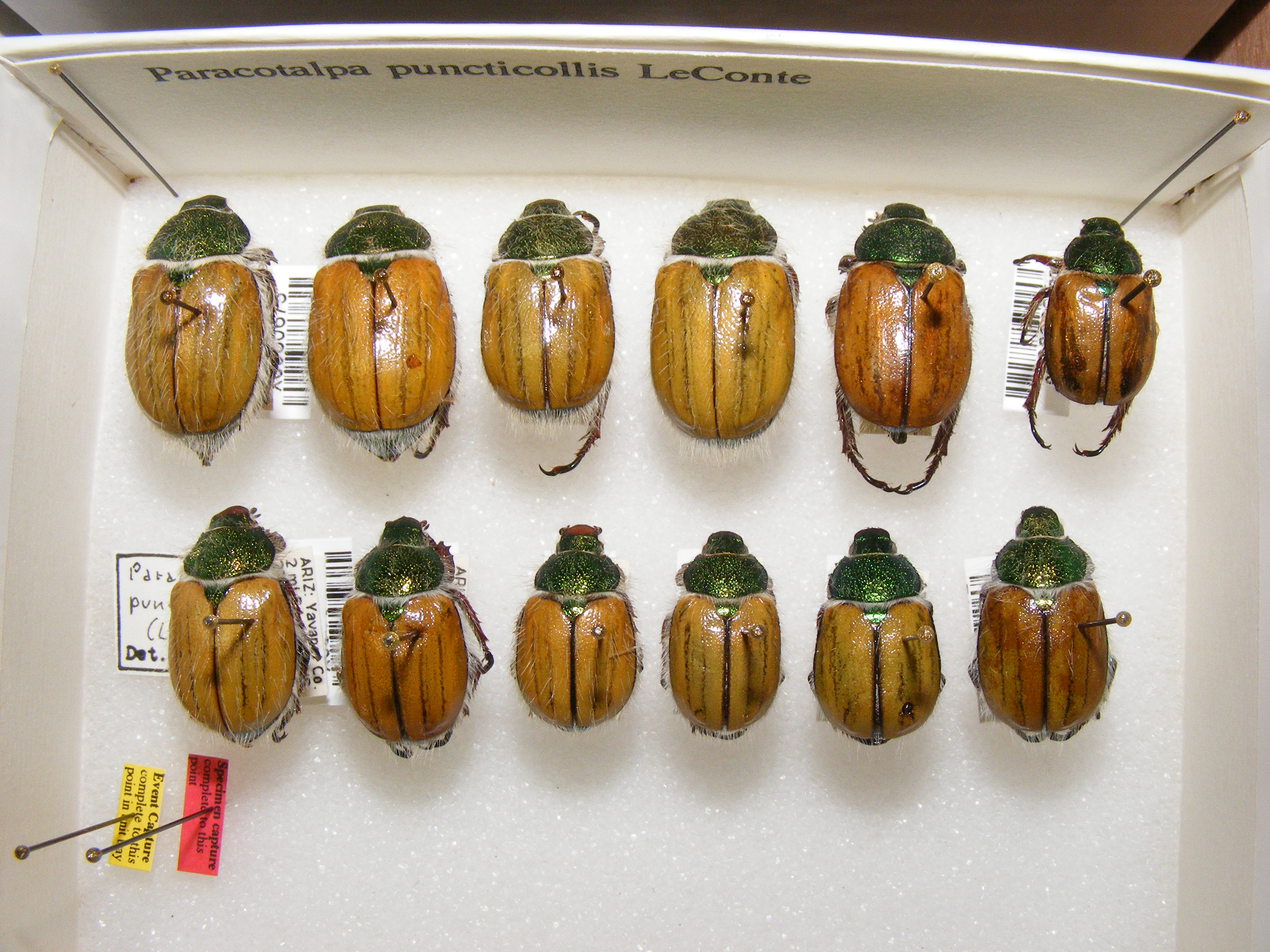